# Arvid Aae

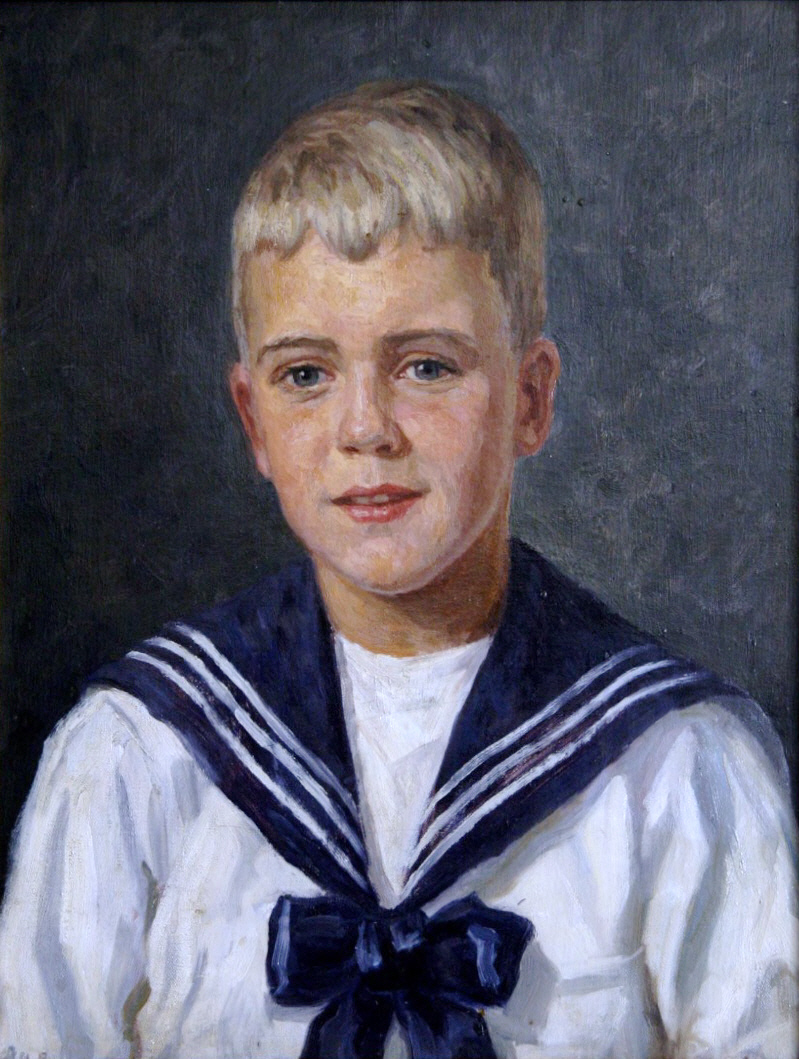
Knabe im Matrosenanzug, um 1913

Arvid Aae (* 1. Juli 1877 in Hjortsberga, Schweden; † 12. August 1913 in Ludvigslyst) war ein dänischer Maler.

## Werdegang
Aae absolvierte zunächst eine dreijährige Lehre zum Dekorationsmaler und studierte dann an der Vermehrens Malerskole und von 1896 bis 1901 an der Kunstakademie in Kopenhagen. Ein Reisestipendium der Akademie ermöglichte ihm in den Jahren 1905/06 Reisen nach Italien und Paris. Er heiratete am 15. April 1905 die Malerin Olga Harriet Aae, geb. Rasmussen (* 1877; † 1965).
Er malte Porträts, insbesondere Kinderbildnisse, und Genreszenen. Ferner schuf er in Gemeinschaftsarbeit mit Carl Milton Jensen ein Altarbild in der Kirche in Brande.